# Mandala Krida-stadion
Het Mandala Krida-stadion is een multifunctioneel (voetbal)stadion in Yogyakarta, Indonesië. Het stadion wordt vooral gebruikt voor voetbalwedstrijden.
Het stadion heeft een capaciteit van 25.000 zitplaatsen.